# Brayan Alcócer
Brayan Jesús Alcócer Narváez (Puerto Ordaz, 17 agosto 2003) è un calciatore venezuelano, attaccante del Dep. La Guaira, in prestito dal Boston River, e della nazionale venezuelana.

## Carriera

### Club
Ortega è cresciuto nel settore giovanile del Mineros, con cui ha debuttato il 17 agosto 2019 nell'incontro di Primera División vinto per 2-0 contro lo Zamora FC. Ha segnato il suo primo gol il 18 marzo 2021 decidendo la sfida di Coppa Sudamericana contro l'Aragua terminata proprio 1-0.
Il 13 luglio 2023 è stato ceduto a titolo definitivo al Boston River Impiegato in sole sei partite, l'8 marzo 2024 ha fatto ritorno in Venezuela passando in prestito all'Universidad Central.

### Nazionale
Nel gennaio del 2023 è stato convocato dalla nazionale venezuelana Under-20 per disputare il campionato sudamericano di categoria. Ha debuttato con la nazionale maggiore il 24 marzo subentrando nei minuti di recupero del secondo tempo dell'amichevole vinta per 2-1 contro l'Arabia Saudita.

## Statistiche
Statistiche aggiornate al 29 aprile 2024.

### Presenze e reti nei club
| Stagione        | Squadra             | Campionato      | Campionato | Campionato | Coppe nazionali | Coppe nazionali | Coppe nazionali | Coppe continentali | Coppe continentali | Coppe continentali | Altre coppe | Altre coppe | Altre coppe | Totale | Totale | Totale |
| Stagione        | Squadra             | Comp            | Pres       | Reti       | Comp            | Pres            | Reti            | Comp               | Pres               | Reti               | Comp        | Pres        | Reti        | Pres   | Reti   |        |
| --------------- | ------------------- | --------------- | ---------- | ---------- | --------------- | --------------- | --------------- | ------------------ | ------------------ | ------------------ | ----------- | ----------- | ----------- | ------ | ------ | ------ |
| 2019            | Mineros             | PD              | 5          | 0          |                 | -               | -               |                    | -                  | -                  |             | -           | -           | 5      | 0      |        |
| 2021            | Mineros             | PD              | 18         | 3          |                 | -               | -               | CS                 | 2                  | 1                  |             | -           | -           | 20     | 4      |        |
| 2022            | Mineros             | PD              | 24         | 4          |                 | -               | -               |                    | -                  | -                  |             | -           | -           | 24     | 4      |        |
| 2023            | Mineros             | PD              | 14         | 4          |                 | -               | -               |                    | -                  | -                  |             | -           | -           | 14     | 4      |        |
| 2023            | Boston River        | PD              | 6          | 0          | CU              | 1               | 0               |                    | -                  | -                  |             | -           | -           | 7      | 0      |        |
| 2024            | Universidad Central | PD              | 9          | 2          |                 | -               | -               |                    | -                  | -                  |             | -           | -           | 9      | 2      |        |
| Totale carriera | Totale carriera     | Totale carriera | 76         | 13         |                 | 1               | 0               |                    | 2                  | 1                  |             | -           | -           | 79     | 14     |        |

### Cronologia presenze e reti in nazionale
| Cronologia completa delle presenze e delle reti in nazionale ― Venezuela | Cronologia completa delle presenze e delle reti in nazionale ― Venezuela | Cronologia completa delle presenze e delle reti in nazionale ― Venezuela | Cronologia completa delle presenze e delle reti in nazionale ― Venezuela | Cronologia completa delle presenze e delle reti in nazionale ― Venezuela | Cronologia completa delle presenze e delle reti in nazionale ― Venezuela | Cronologia completa delle presenze e delle reti in nazionale ― Venezuela | Cronologia completa delle presenze e delle reti in nazionale ― Venezuela |
| Data                                                                     | Città                                                                    | In casa                                                                  | Risultato                                                                | Ospiti                                                                   | Competizione                                                             | Reti                                                                     | Note                                                                     |
| ------------------------------------------------------------------------ | ------------------------------------------------------------------------ | ------------------------------------------------------------------------ | ------------------------------------------------------------------------ | ------------------------------------------------------------------------ | ------------------------------------------------------------------------ | ------------------------------------------------------------------------ | ------------------------------------------------------------------------ |
| 24-3-2023                                                                | Gedda                                                                    | Arabia Saudita                                                           | 1 – 2                                                                    | Venezuela                                                                | Amichevole                                                               | -                                                                        | 90+3’                                                                    |
| 28-3-2023                                                                | Gedda                                                                    | Uzbekistan                                                               | 1 – 1                                                                    | Venezuela                                                                | Amichevole                                                               | -                                                                        | 46’                                                                      |
| 11-12-2023                                                               | Fort Lauderdale                                                          | Colombia                                                                 | 1 – 0                                                                    | Venezuela                                                                | Amichevole                                                               | -                                                                        | 72’                                                                      |
| Totale                                                                   |                                                                          | Presenze                                                                 | 3                                                                        |                                                                          | Reti                                                                     | 0                                                                        |                                                                          |